# Institut Gorée
L'Institut Gorée (anglais : Goree Institute) est une organisation panafricaine d'intérêt public fondée en 1992 et dont le siège se trouve sur l'île de Gorée au large de Dakar (Sénégal).

## Histoire
L'institut (Centre pour la Démocratie, le Développement et la Culture en Afrique) a été fondé à la suite de la Conférence de Dakar qui s'est tenue en 1987 sous l'égide du président Abdou Diouf, alors président en exercice de l'OUA, et investi dans la lutte contre le régime de l'apartheid en Afrique du Sud.
La conférence réunissait leaders noirs sud-africains et blancs afrikaners engagés dans la lutte contre l'apartheid. L'institut réunit des universitaires africains et des représentants de la société civile.
D'abord orientée vers le soutien à la société civile, l'Institut a pris une nouvelle orientation à partir de 2003, se consacrant « à la recherche et la compréhension des causes de conflits en Afrique, la promotion du dialogue politique et des conditions de paix durable, l’approfondissement de la démocratisation par l’implication dans les processus électoraux ».

## Objectifs
L'Institut Gorée est dédiée aux problématiques de la démocratie et du développement en Afrique.
L'Institut Gorée a trois piliers stratégiques :
- Démocratie, gouvernance et processus politiques
- Alliance des initiatives africaines pour la paix et la stabilité
- Consolidation de la paix et prévention des conflits en Afrique

À travers ces trois piliers stratégiques, l'Institut Gorée cherche à apporter des réponses sur les questions de démocratie, de développement, de paix, de stabilité, de prévention et de résolution des conflits en Afrique, par la formation, la facilitation et l'intervention.
Il participe à l'émergence de sociétés paisibles et auto-suffisantes en Afrique, notamment en participant à la surveillance de processus électoraux ou à des formations.

### Publications
- Instabilité institutionnelle et sécurité humaine en Afrique de l’Ouest, 2012[5].